# Mama-san
Una mama-san o mamasan es una señora que ocupa un puesto de autoridad y más específicamente, desde finales del siglo XX la gerente de una okiya, una casa de geishas en Japón, o bien de un bar o discoteca en un país del Sudeste Asiático.

## Historia
El término fue acuñado por soldados estadounidenses desplegados en Japón después de la Segunda Guerra Mundial. Posteriormente, el uso de esta palabra se propagó a otros países de Asia.
El término también puede usarse como "Mamasan", como puede leerse en un artículo publicado en Tailandia en diciembre de 2011, el cual informa que cinco mujeres uzbekas acudieron a la policía en busca de ayuda después de ser engañadas para convertirse en prostitutas en la localidad turística de Pattaya; además se informó que "la mamasan uzbeka escapó".

## Origen del término
El término es una combinación de la palabra inglesa "mama" y el sufijo japonés -san, que es una manera cortés y educada de referirse al nombre de una persona. 

## Uso del término

### Estados Unidos
Mama-san se utiliza en los Estados Unidos para referirse a la encargada que administra el personal de los salones de masajes asiáticos.

### Japón
En Japón es considerado inapropiado usar este término para hablar con la dueña o la empleada de un restaurante u otro establecimiento respetable. 

### Sudeste Asiático
En algunos países del Sudeste Asiático, una mama-san es una señora que ejerce la función de supervisora en algunos establecimientos relacionados con la venta y el consumo de bebidas alcohólicas. 
En Tailandia, Filipinas y Vietnam, mama-san se usa normalmente para describir a la mujer que supervisa a las trabajadoras sexuales en los bares y clubs nocturnos, vendría a ser el equivalente a una alcahueta.